# Rabljeno olje
Rabljeno olje je katerokoli olje na fosilni ali sintetični osnovi, ki je zaradi onesnaženja postalo neprimerno in ne more več služiti svojemu prvotnemu namenu zaradi nečistoč ali izgube določenih lastnosti.

## Razlikovanje med odpadnim in izrabljenim oljem
US EPA opredeljuje "izrabljeno olje" kot katerokoli fosilno ali sintetično olje, ki je že bilo uporabljano. "Odpadno olje" je olje, ki je bilo kontaminirano z različnimi snovmi, ki sicer niso nevarne, vendar je zaradi tega olje postalo neprimerno za prvotni namen uporabe. Katerokoli olje, ki je bilo onesnaženo z nevarnimi odpadki, je samo po sebi nevaren odpadek in  mora biti obravnavan in odstranjen v skladu z EPA standardi za ravnanje z nevarnimi odpadki. Da se izognemo okoljskim problemom, zahtevata tako odpadno olje kot tudi izrabljeno olje ustrezno recikliranje oziroma odlaganje.

## Primeri odpadnega olja
Nekateri izmed proizvodov, ki so po uporabi lahko označeni kot izrabljeno olje, so: hidravlično olje, transmisijska olja, zavorna olja, motorna olja, olje za menjalnike, različna sintetična olja ter razredi 1, 2, 3 in 4 kurilnega olja.

## Odlaganje odpadnega olja
Odpadna olja se lahko odlagajo na različne načine, vključno z dostavo olja institucijam, ki so pooblaščene za ravnanje z njim (na primer nekateri lokalni industrijski obrati ali odpadi). Lahko ga tudi uporabimo kot kurilno olje; nekatera olja za to niso primerna, nekatera pa lahko sežigamo v industrijskih kotlih ali pečeh in temu namenjenih sežigalnicah odpadkov. Lahko pa ga tudi prodamo in nato sežigamo z namenom pridobivanja energije v temu namenjenih industrijskih kotilh. Olja, ki tem specifikacijam ne ustrezajo, imajo po navadi plamenišče nižje od 37,8°C ali vsebujejo vsaj (najmanjše) količine naslednjih snovi: 5 ppm arzena, 2 ppm kadmija, 10 ppm kroma, 100 ppm svinca ali skupno količino halogenskih elementov, večjo od 4000 ppm.

## Skladiščenje in ravnanje z odpadnim oljem
Če želimo sežigati odpadno olje na kraju samem, ga moramo najprej shranjevati v primernih posodh ali zabojnikih nad ali pod zemljo. Posode morajo biti v dobrem stanju, ne smejo puščati, označene morajo biti z oznako »Odpadno olje«, poleg tega pa moramo imeti načrt za preprečevanje razlitja olja ter načrt za zadzor in ukrepe ob nesreči.

### Peči in kotli za odpadna olja
Peč za odpadna olja po navadi služi za namen ogrevanja in deluje na odpadna olja, ki ne vsebujejo nevarnih snovi, kot to predpisuje EPA. Peči za odpadna olja se poleg ogrevanja lahko uporabljajo tudi v druge industrijske namene.